# Floricomus
Floricomus és un gènere d'aranyes araneomorfes de la subfamília Erigoninae, dins de la família Linyphiidae.
Fou descrit per primera vegada per C. R. Crosby & S. C. Bishop l'any 1925.

## Distribució
Es pot trobar a l'Amèrica del Nord.

## Llista d'espècies
Segons The World Spider Catalog 12.0:
- Floricomus bishopi Ivie & Barrows, 1935
- Floricomus crosbyi Ivie & Barrows, 1935
- Floricomus littoralis Chamberlin & Ivie, 1935
- Floricomus mulaiki Gertsch & Davis, 1936
- Floricomus nasutus (Emerton, 1911)
- Floricomus nigriceps (Banks, 1906)
- Floricomus ornatulus Gertsch & Ivie, 1936
- Floricomus plumalis (Crosby, 1905)
- Floricomus praedesignatus Bishop & Crosby, 1935
- Floricomus pythonicus Crosby & Bishop, 1925
- Floricomus rostratus (Emerton, 1882) (Espècie tipus)
- Floricomus setosus Chamberlin & Ivie, 1944
- Floricomus tallulae Chamberlin & Ivie, 1944
- †Floricomus fossilis Penney, 2005